# Natalie Kampen
Natalie Kampen (1 de febrero de 1944 – 12 de agosto de 2012) fue una historiadora del arte estadounidense y profesora de estudios de las mujeres.
Nació Natalie Boymel en 1944 en Filadelfia de Pauline Friedman y Jules Boymel. Recibió su B.A. y la maestría por la Universidad de Pensilvania en 1965 y 1967, respectivamente. Y por la Brown University, recibió su PhD en 1976. Su tesis analizó representaciones de mujeres laborables romanas de la segunda y tercera centuria de Ostia Antica. Enseñó en la Universidad de Rhode Island de 1969 a 1988. Enseñó estudios e historia de arte de las mujeres en Barnard Universidad.
Fue patrona de Hera Galería, una cooperativa de artistas feministas en Wakefield, Rhode Island.
Fue honrada Mujer del Año por la Asociación para Mujeres Profesionales y Académicas en 1988.
Falleció en Wakefield, Rhode Island.

## Algunas publicaciones
- Kampen, Natalie Boymel; Grossman, Elizabeth Greenwell (1983). Feminism and methodology: Dynamics of change in the history of art and architecture. Wellesley, MA: Wellesley College, Center for Research on Women. OCLC 10593656. Kampen, Natalie Boymel; Grossman, Elizabeth Greenwell (1983). Feminism and methodology: Dynamics of change in the history of art and architecture. Wellesley, MA: Wellesley College, Center for Research on Women. OCLC 10593656.
- Bergmann, ed. (1996). Sexuality in Ancient Art: Near East, Egypt, Greece, and Italy (en inglés). Cambridge: Cambridge University Press. ISBN 978-0-521-47683-6. Bergmann, ed. (1996). Sexuality in Ancient Art: Near East, Egypt, Greece, and Italy (en inglés). Cambridge: Cambridge University Press. ISBN 978-0-521-47683-6.
- Kampen, Natalie Boymel; Molholt, Rebecca M.; Marlowe, Elizabeth (2002). What is a Man?: Changing images of masculinity in late antique art; Douglas F. Cooley Memorial Art Gallery, Reed College, Portland, Oregon, April 12 through June 17, 2002. Seattle, Wash.: University of Washington Press. ISBN 978-0-295-98269-4. Kampen, Natalie Boymel; Molholt, Rebecca M.; Marlowe, Elizabeth (2002). What is a Man?: Changing images of masculinity in late antique art; Douglas F. Cooley Memorial Art Gallery, Reed College, Portland, Oregon, 12 de abril through June 17, 2002. Seattle, Wash.: University of Washington Press. ISBN 978-0-295-98269-4.
- Family Fictions in Roman Art. Cambridge: Cambridge University Press. 2009. ISBN 978-0-521-58447-0. Family Fictions in Roman Art. Cambridge: Cambridge University Press. 2009. ISBN 978-0-521-58447-0.